# 大白鯊合唱團
大白鯊合唱團（英語：Great White）是來自美國洛杉磯的硬式搖滾樂團，成立於1977年。他們在1980年代和1990年代初期很受歡迎。樂團在1980年代後期發行了幾張專輯。樂團於1989年發行了專輯《...Twice Shy》，達到了最高人氣。儘管他們的唱片都沒有在美國發行，該樂團仍繼續於1990年代發行新作。樂團於2001年宣告解散，但包含主唱傑克·羅素在內的等部分成員仍進行巡迴演出。2003年，樂團成為頭條新聞，當時他們身陷羅德島車站夜總會大火，導致在場包括泰·朗利在內的100人死亡。樂團於2006年進行了改組。2011年，羅素退團。
截至2008年8月，大白鯊合唱團估計已在全球售出約800萬張唱片。

## 外部連結
- 官方网站
- Jack Russell's Great White Official Website （页面存档备份，存于）